# Джоунстаун
Джонстаун (на английски: Jonestown) е била изолирана комуна в Гвиана, където се е случило едно от най-големите и най-известните масови убийства в историята. Убити са 909 жители на комуната (от които 276 са деца и бебета), като съществуват съмнения дали членовете ѝ са извършили самоубийство, или са били убити. Комуната е основана от Джим Джоунс, харизматичния лидер на сектата „Народен храм“ (на английски: Peoples Temple) в Сан Франциско през 70-те години на ХХ век.